# Лукрець (струмок, Київ)
Лукрець (Лукарець) — мала річка у Києві між місцевостями Лиса гора та Багринова гора в Голосіїівському районі м. Києва, права притока Либіді, потім Дніпра Протяжність — близько 1,6 км.

## Опис
Починається в районі виходу вулиці Лисогірської від проспекту Науки. Проходить в колекторі під вулицями Лисогірський провулок, відкритий фрагмент і далі колектором під вулицею Пирогівський шлях повз кар'єрне озеро Лукрець. Діаметр труби колектора — 1м. далі імовірно протікає через урочище Покал до Дніпра.
Як струмок (живець) Лукарець згадується в документах 16 ст., як такий що розмежовував Маєток Багринів Видубицького монастиря (на південь від струмка) та землю Орининську з Дівич горою (сучасна Лиса гора у станції метро "Видубичі") - на північ від струмка. У судовому листі 1572 р. вказується, що в нижній течії струмка Лукарець розташовувалося озеро Лукарецьке, що імовірно пов'язане з сучасним озером Лукрець. 
Як свідчить мапа 1750 р. початково, імовірно впадав в фрагмент нижньої течії р. Либідь, що проходила під схилами Лисої гори, але пізніше в головне річище Дніпра.